# He Cihong
He Cihong (劉 黎敏T, Hé CíhongP; 6 giugno 1975) è un'ex nuotatrice cinese.

## Carriera
Specializzata nel dorso, può vantare tre medaglie d'oro ai campionati mondiali vinte a Roma nel 1994.

## Palmarès
- Mondiali:

Roma 1994: oro nei 100m dorso, nei 200m dorso e nella 4x100m misti.
- Mondiali in vasca corta:

Palma di Maiorca 1993: oro nei 200m dorso e nella 4x100m misti e argento nei 100m dorso.